# 기륭 원정
기륭 원정(프랑스어: Expédition de grande qualité Campaign, 1884년 8월 ~ 1885년 4월)은 청불 전쟁 때 대만(포르모사섬) 북부에서 프랑스군에 의해 수행된 논란이 많았던 군사 원정이었다. 1884년 8월, 기륭 공격을 한차례 실패한 이후, 프랑스군은 2,000명으로 구성된 원정대를 기륭에 상륙시켜 1884년 10월에 항구를 점령했다. 교두보를 넘어 진격할 수 없었던 이들은 유명전이 지휘하는 우수한 청나라군에 의해 기륭 내부에서 포위당했다. 1884년 11월과 12월에 콜레라와 장티푸스도 프랑스 원정군의 힘을 빼앗아 갔고, 청나라군의 지원군은 펑후 제도(페스카도르 제도)를 통해 대만으로 유입되어 전쟁이 끝날 무렵 35,000명으로 증가했다. 1885년 1월, 4,500명의 병력으로 증원된 프랑스군은 1885년 1월 말과 3월 초에 포위한 청나라군에게 두 번의 전술적 승리를 거두었지만, 이러한 승리를 이용할 만큼 압도적이지는 못했다. 기륭 원정은 전략적이고 전술적인 교착 상태로 1885년 4월에 끝났다. 이 원정은 당시 프랑스 극동 전대 사령관인 아메데 쿠르베 제독은 이 원정이 전략적으로 부적절하고, 프랑스 해군에게 쓸데없는 양동작전이라고 비판했다.

## 배경
박닌 원정(1884년 3월)에서 통킹 원정군에 의해 청나라 광서군이 패배했다. 이후, 베트남 북부에서 프랑스와 청나라 간의 2년간의 대립은 1884년 5월 11일 〈톈진 협약〉이 체결되며 종결되었다. 청나라는 베트남에서 군대를 철수하고 통킹을 프랑스 보호령으로 인정하기로 합의했다. 그러나 프랑스의 통킹 원정을 승리로 이끈 것으로 보이던 이 협정에 의해 야기된 희망은 1884년 6월 23일 박레 매복에 의해 산산이 부서졌다. 랑선과 다른 국경 도시들을 점령하기 위해 진격하고 있던 프랑스군 부대가 광서군에 의해 박레 근처에서 공격을 받았다.
박레 매복의 소식이 파리에 전해지자, 청나라가 뻔뻔스런 배신을 했다고 분노했다. 쥘 페리 정부는 사과와 배상 및 톈진 협약 조건의 즉각적인 이행을 요구했다. 청나라 정부는 협의에는 동의했지만, 사과나 배상은 거부했다. 프랑스 내부의 분위기는 타협을 반대했다. 7월 내내 협상이 계속되었지만, 프랑스에서 새로 창설된 극동 전대 지휘관인 아메데 쿠르베는 배를 푸저우로 이동시키라는 명령을 받았다. 그는 항구에 있는 청나라 함대를 공격하고 푸저우 해군 공창을 파괴할 준비를 했다. 한편, 청나라가 계속 반항한다면 어떤 일이 뒤따를 것인가를 보여주는 시위로, 8월 2일 쿠르베는 대만 북부의 기륭항에 해군을 파견하여 해안 방어선을 파괴하고 마을을 점령했다. 이것은 청나라가 통킹 철수에 대해 흥정할 수 있는 ‘저당물’로 삼고자 했던 것이다.

## 프랑스군의 상륙

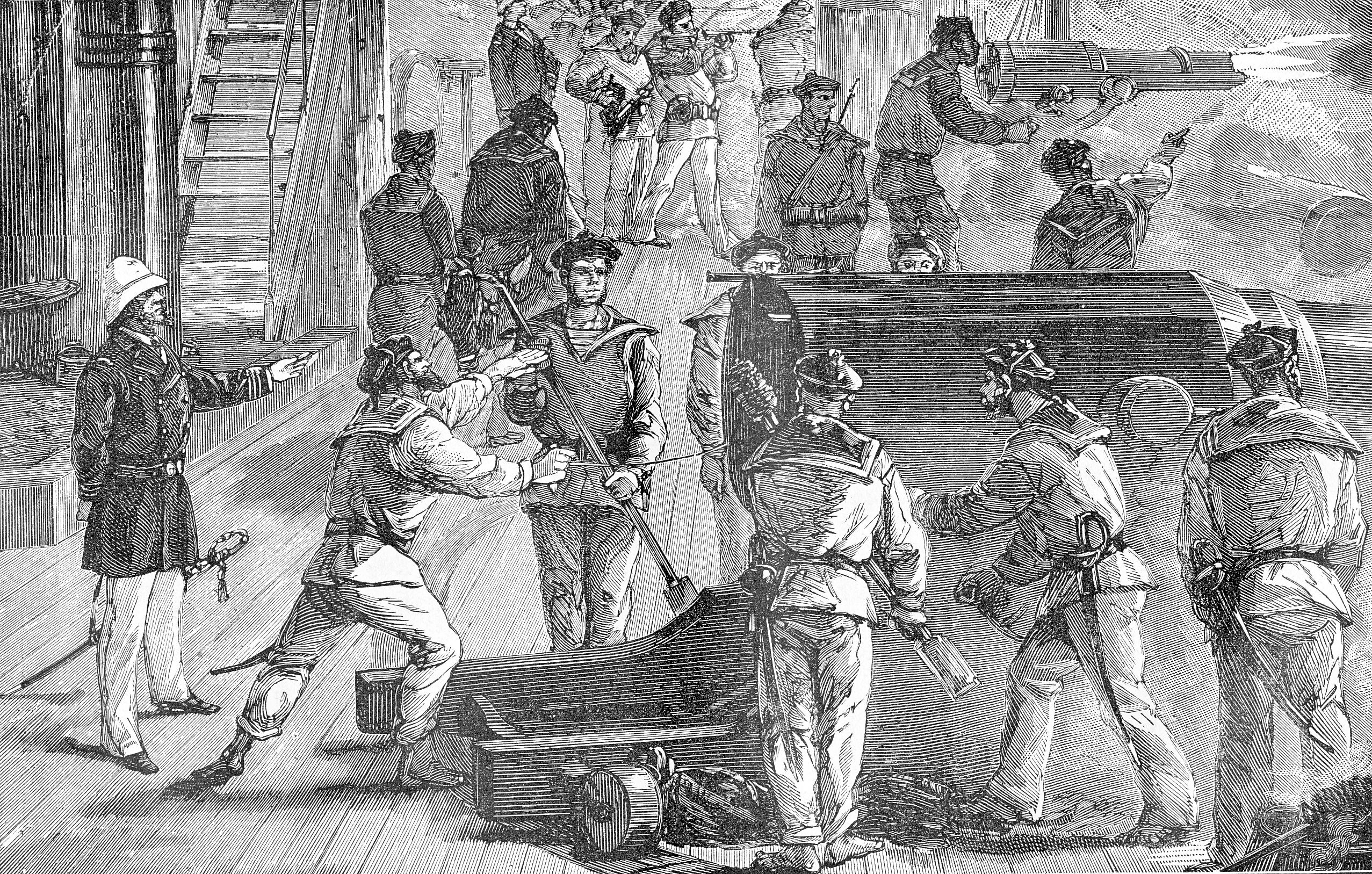
기륭에서 청나라 방어군을 폭격하는 라 갈리소니에르, 1884년 8월 5일

1884년 2월, 프랑스 극동 해군 사령관인 세바스티앙 레스페 제독은 프랑스와 청나라 사이에 전쟁이 일어나면 점령이 쉽고, 수비도 쉽다는 이유로 기륭의 점령을 추천했었다. 이 제안이 실행되었을 때, 기륭은 제대로 방어하지 못했다. 1884년 7월, 프랑스와 청나라 사이의 긴장이 고조되면서 기륭의 방어군이 크게 증가했고, 도시의 방어력도 향상되었으며 1884년 8월에는 6개월 전보다 쉬운 목표가 아니었다. 내항은 3개 해안 포대로 방어하고 있었다. 청나라군이 난공불락을 자랑했던 최근 완성된 대소만 포대(大沙灣 砲台)와 항구의 동쪽에 이소만 포대(二沙灣砲臺), 그리고 도시 서쪽의 저명한 언덕인 화호산(火號山)의 바다 경사면에 있는 세 번째 포대가 있었다. 1884년 7월 말경, 대만 북부에 5,000명의 청나라군 병사들이 기륭과 담수항 주변에 배치되었다. 1884년 7월, 대만 황실 총독으로 유명전을 임명함으로써 대만을 방어하겠다는 청나라 조정의 결정이 강조되었다. 유명전은 태평천국의 난에서 두각을 드러낸 경험 많은 군사령관이었다.
유명전은 기륭과 근처의 담수항이 프랑스군의 공격 대상이 될 수 있다는 사실을 알고 있었고 양쪽의 상륙을 저지하기 위해 합리적인 방어 배치를 했다. 그는 손개화와 소득승(蘇得勝) 장군의 휘하에 가장 상륙 가능성이 높은 대상지인 기륭 주변에 2,500명의 청나라군을 주둔시켰다. 그는 타이팍푸(현대 타이페이)에 있는 군대의 나머지 절반과 함께 남아 있었다. 일단 프랑스의 위협이 전개되면 담수나 기륭으로 신속하게 이동할 수 있는 중앙의 위치를 차지하고 있었던 것이다.
민강에서 프랑스 순양함 볼타(Volta)에 탑승하고 있던 쿠르베 제독은 8월 2일 저녁에 프랑스 정부로부터 기륭을 공격하라는 명령을 받았다. 그는 이 임무를 부사령관인 레스페 제독에게 맡겼다. 그는 다음날 아침, 마쭈 열도 연안에서 철갑함 바야르(Bayard)와 라 갈리소니에르(La Galissonnière)를 만나기 위해 포함 루탱(Lutin)을 타고 민강을 떠났다. 마쭈에서 레스페는 바야르의 상륙 중대를 그의 주력선 라 갈리소니에르로 옮겼고, 8월 3일 밤 라 갈리소니에르와 루탱과 함께 대만 해협을 건넜다. 8월 4일 아침에 2척의 프랑스 함선이 기륭에 도착했다. 빌라르(Villars)는 이미 그들을 기다리고 있었다.
8월 5일 아침, 청나라가 해안 방어를 양도하라는 프랑스 최후통첩을 거부하자, 라 갈리소니에르, 빌라르, 루탱은 기륭의 3개 해안 포대와 교전을 벌여 무력화시켰다. 레스페 제독은 오후에 기륭과 근처 팔두(八斗)에 있는 탄광을 점령하기 위해 상륙 부대를 해안이 하선시켰다. 그러나 유명전이 이끄는 대규모 청나라군이 도착하자, 프랑스군은 8월 6일에 퇴각 후 재승선을 했다. 이 실패한 작전에서 프랑스군 사상자는 2명이 사망하고 11명이 부상을 입었다. 청나라군도 더 많은 사상자 규모를 기록했다.

## 프랑스의 전략

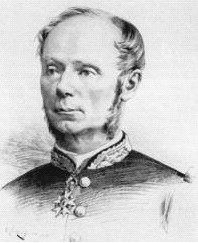
아나톨레 아메데 쿠르베 제독 (1827-85)

1884년 8월 23일 푸저우 전투의 여파로 아홉달 간의 청불 전쟁을 촉발시킨 프랑스는 기륭을 점령함으로써 청나라에 압박하기 위해 2차 상륙 시도를 하기로 결정했다. 쿠르베 제독은 원래 대만 원정을 강력하게 반대했고, 포트 아서 또는 웨이하이웨이를 점령하여 청나라 북부 해역을 장악하자는 대안적 제안을 제출했었다. 청나라 주재 대사였던 쥘 파트노트르는 그의 제안을 지지했었다.
쿠르베의 제안이 군사적으로 매력적이기는 했지만, 프랑스 정부가 감당하기에는 너무 야심찬 계획이었다. 프랑스 총리 쥘 페리는 의회의 반대에도 불구하고 청불 전쟁을 시작했지만, 쿠르베에게 청나라 본토를 공략할 주요 원정에 필요한 자원을 제공하지는 못했다. 반면, 기륭 점령 같은 제한된 작전은 이미 쿠르베의 권한만으로 수행할 수 있는 것이었다. 이 도시는 비교적 소규모의 프랑스군만으로도 점령하고, 유지할 수 있으며, 인근의 탄광을 이용할 수 있어 극동 전대를 위한 훌륭한 전시기지가 될 터였다. 기륭에서의 승리한다면 8월 6일 실패를 앙갚음하는 것이기도 했다. 1884년 9월 18일, 프랑스 내각이 기륭을 공격하기로 결정했다. 내각은 또한 유럽 국가에 상업적 이익에 영향을 미치지 않고 도시를 점령할 수 있다면 인근 담수를 공격해도 좋다고 승인했다.

## 기륭 점령

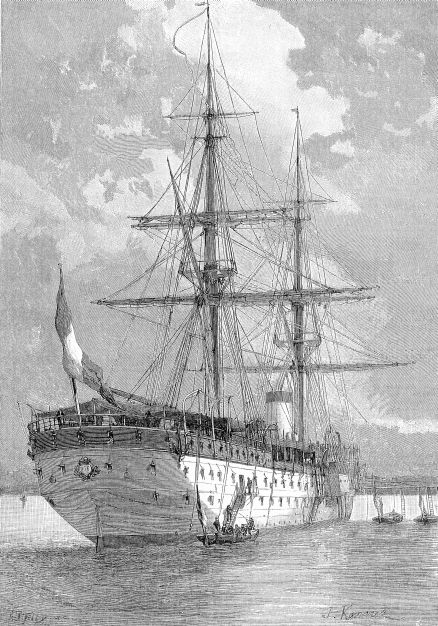
프랑스군 수송선 니베(Nive)

1884년 10월 1일, 베르토 르비앙 중령은 통킹과 코친차이나의 프랑스 요새에서 끌어 모운 소규모 원정대(2,250명)와 함께 기륭에 상륙했다. 대만 원정대는 4개의 중대로 구성된 3개 대대의 해병대 보병(대대장 베르, 라크로아, 랑게), 해병대 포병, 2문의 80mm 산포, 4문의 호치키스 캐논 리볼버로 구성되어 있었다. 소수의 베트남인 짐꾼 부대가 전투원과 동행했다.
원정군의 병력은 9월 셋째 주에 사이공에서 알롱만까지 수송선 니베(Nive), 타르(Tarn), 드락(Drac)을 타고 항해했고, 9월 29일 마쓰 제도에서 극동 전대와 합류했다. 3개 부대를 실은 수송선은 철갑함 바야르에 의해 여정의 마지막 구간까지 호위를 받았다. 9월 30일 아침, 침공군이 기륭에 도착했다. 쿠르베는 오후에 청나라 방어진을 정찰하고 다음날 아침 상륙 명령을 내렸다.

## 참고자료
- Billot, A., L’affaire du Tonkin: histoire diplomatique du l'établissement de notre protectorat sur l'Annam et de notre conflit avec la Chine, 1882–1885, par un diplomate (Paris, 1888)
- Busch, N. F., The Emperor's Sword: Japan versus Russia in the Battle of Tsushima (1969)
- Davidson, James W. (1903). 〈Chapter XVI: The French Campaign in Formosa. 1884–1885〉. 《The Island of Formosa, Past and Present : history, people, resources, and commercial prospects : tea, camphor, sugar, gold, coal, sulphur, economical plants, and other productions》. London and New York: Macmillan & co. 219–242쪽. OL 6931635M.
- Davidson, James Wheeler, The Island of Formosa: Historical View from 1430 to 1900 (London, 1903)
- Duboc, E., Trente cinq mois de campagne en Chine, au Tonkin (Paris, 1899)
- Falk, E. A., Togo and the Rise of Japanese Sea Power (New York, 1936)
- Ferrero, Stéphane, Formose, vue par un marin français du XIXe siècle (Paris, 2005)
- Garnot, Eugène Germain (1894). 《L' expédition française de Formose, 1884-1885》. Paris: Librairie C. Delagrave. OCLC 3986575. OL 5225244M.
- Joeck, Claude R. Le cimetière Français de Keelung et le monument à la mémoire de l'amiral Courbet de Makung (Taiwan)[깨진 링크(과거 내용 찾기)] LSF, Le Souvenir Français, N°25, déc. 2008, pp. 7–8.
- Loir, M., L'escadre de l'amiral Courbet (Paris, 1886)
- Lung Chang [龍章], Yueh-nan yu Chung-fa chan-cheng [越南與中法戰爭, Vietnam and the Sino-French War] (Taipei, 1993)
- Mackay, George L. (1896). 《From Far Formosa》. New York: F. H. Revell Co. OCLC 855518794.
- Poyen-Bellisle, H. de, L'artillerie de la Marine à Formose (Paris, 1888)
- Rollet de l'Isle, M., Au Tonkin et dans les mers de Chine (Paris, 1886)
- Rouil, C., Formose: des batailles presque oubliées (Taipei, 2001)
- Thirion, P., L'expédition de Formose (Paris, 1898)
- Thomazi, A., La conquête de l'Indochine (Paris, 1934)
- Tsai, Shih-shan Henry (2009). 《Maritime Taiwan: Historical Encounters with the East and the West》 illurat판. M.E. Sharpe. ISBN 0765623285. 2010년 7월 13일에 원본 문서에서 보존된 문서. 2014년 4월 24일에 확인함.

## 같이 보기
- 을미 전쟁
- 타이완 침략